# سوپرجام فوتبال ایتالیا ۱۹۹۲
سوپر جام فوتبال ایتالیا ۱۹۹۲ (انگلیسی: 1992 Supercoppa Italiana) پنجمین دورهٔ مسابقهٔ سوپر جام فوتبال ایتالیا بود که بین قهرمان سری آ و قهرمان جام حذفی فوتبال ایتالیا برگزار شد.
این دیدار در تاریخ ۳۰ اوت ۱۹۹۲ برگزار شد و آ.ث. میلان به مقام قهرمانی دست یافت.

## تیم‌ها
- آ.ث. میلان: قهرمان سری آ فصل ۹۲-۱۹۹۱
- پارما: قهرمان جام حذفی ایتالیا فصل ۹۲-۱۹۹۱